# Ophrys sorrentini
Ophrys sorrentini là một loài thực vật có hoa trong họ Lan. Loài này được Lojac. mô tả khoa học đầu tiên năm 1909.